# Bacchisa unicolor
Bacchisa unicolor är en skalbaggsart som beskrevs av Stefan von Breuning 1956. Bacchisa unicolor ingår i släktet Bacchisa och familjen långhorningar. Inga underarter finns listade.